# جام باشگاه‌های آسیا ۹۸–۱۹۹۷
جام باشگاه‌های آسیا ۹۸–۱۹۹۷ هفدهمین دورهٔ مسابقات باشگاهی قهرمانی آسیا و سیزدهمین دوره تحت عنوان جام باشگاه‌های آسیا که توسط کنفدراسیون فوتبال آسیا برگزار شد.
تیم پوهانگ استیلرز کره جنوبی با غلبه بر تیم دالیان وندا چین در فینال مسابقات برای دومین بار پیاپی قهرمان این دوره از رقابت‌ها شد و به مسابقات سوپر جام آسیا ۱۹۹۸ و مسابقات جام باشگاهی آفریقا–آسیا ۱۹۹۸ راه پیدا کرد.

## تیم های حاضر در مسابقات
| تیم            | روش حضور                              | حضور (آخرین) |
| -------------- | ------------------------------------- | ------------ |
| الهلال         | قهرمان لیگ برتر عربستان ۹۶–۱۹۹۵       | ۵ (۱۹۹۱)     |
| العربی         | قهرمان لیگ برتر کویت ۹۷–۱۹۹۶          | ۷ (۹۴–۱۹۹۳)  |
| نوبهار نمنگان  | قهرمان لیگ ازبکستان ۱۹۹۶              | ۱            |
| الریان         | قهرمان لیگ ستارگان قطر ۹۶–۱۹۹۵        | ۴ (۹۷–۱۹۹۶)  |
| الانصار        | قهرمان لیگ برتر لبنان ۹۷–۱۹۹۶         | ۸ (۱۹۹۵)     |
| پیروزی         | قهرمان لیگ آزادگان ۹۷–۱۹۹۶            | ۴ (۹۷–۱۹۹۶)  |
| صور            | نایب قهرمان لیگ عمان ۹۷-۱۹۹۶          | ۱            |
| نیسا عشق‌آباد   | قهرمان لیگ عالی ترکمنستان ۱۹۹۶        | ۳ (۱۹۹۵)     |
| متالورگ قدم‌جای | قهرمان لیگ قرقیزستان ۱۹۹۶             | ۱            |
| طراز           | قهرمان لیگ برتر قزاقستان۱۹۹۶          | ۱            |
| الزورا         | قهرمان لیگ برتر عراق ۱۹۹۶             | ۳ (۹۷–۱۹۹۶)  |
| دینامو دوشنبه  | قهرمان لیگ تاجیکستان ۱۹۹۶             | ۱            |
| الوحده صنعا    | قهرمان لیگ یمن ۹۷–۱۹۹۶                | ۱            |
| الرفاع         | قهرمان لیگ برتر بحرین ۹۷–۱۹۹۶         | –            |
| النصر          | نایب قهرمان لیگ فوتبال امارات ۹۷–۱۹۹۶ | –            |

| تیم                      | روش حضور                                | حضور (آخرین) |
| ------------------------ | --------------------------------------- | ------------ |
| اولسان هیوندای هورانگ-آی | قهرمان کی لیگ ۱۹۹۶                      | ۴ (۹۷–۱۹۹۶)  |
| پوهانگ استیلرز           | قهرمان جام باشگاه‌های آسیا ۹۷–۱۹۹۶       | ۲ (۹۷–۱۹۹۶)  |
| کاشیما آنتلرز            | قهرمان جی لیگ ۱۹۹۶                      | ۱            |
| سلانگور                  | قهرمان جام مالزی ۱۹۹۶                   | ۴ (۱۹۸۶)     |
| بانک بانکوک              | قهرمان لیگ فوتبال تایلند ۹۷–۱۹۹۶        | ۹ (۱۹۹۵)     |
| پرسیبایا سورابایا        | قهرمان لیگ برتر اندونزی ۹۷–۱۹۹۶         | ۱            |
| چرچیل برادرز             | قهرمان لیگ ملی فوتبال هند ۹۷–۱۹۹۶       | ۱            |
| ویکتوری                  | قهرمان مسابقات قهرمانی کشور مالدیو ۱۹۹۶ | ۵ (۹۴–۱۹۹۳)  |
| سندرز                    | قهرمان لیگ برتر سریلانکا ۱۹۹۶           | ۵ (۱۹۹۵)     |
| دونگ تاپ                 | قهرمان وی لیگ ۱۹۹۶                      | ۱            |
| دالیان واندا             | قهرمان لیگ جیا-آ چین ۱۹۹۶               | ۱            |
| پلیس ماهندرا             | نایب قهرمان یادبود شهدا لیگ دسته A ۱۹۹۵ | ۱            |
| محمدان                   | قهرمان لیگ برتر بنگلادش ۱۹۹۶            | ۶ (۱۹۹۱)     |
| گیلانگ یونایتد           | قهرمان لیگ برتر فوتبال سنگاپور ۱۹۹۶     | ۵ (۱۹۹۱)     |
| چین جنوبی                | قهرمان لیگ دسته اول هنگ کنگ ۹۷–۱۹۹۶     | ۶ (۱۹۹۱)     |
| فاینانس اند ریونو        | قهرمان لیگ برتر میانمار ۱۹۹۷            | ۱            |

- تیم های الرفاع بحرین و النصر امارات از مسابقات انصراف دادند.

## مرحله اول

### منطقه غرب
| تیم ۱          | نتیجه نهایی | تیم ۲         | بازی رفت | بازی برگشت |
| -------------- | ----------- | ------------- | -------- | ---------- |
| صور            | ۰–۹         | الزورا        | ۰–۵      | ۰–۴        |
| الانصار        | ۳–۱         | العربی        | ۲–۱      | ۱–۰        |
| الوحده صنعا    | انصراف۱     | النصر         |          |            |
| الرفاع         | ۲انصراف     | الریان        |          |            |
| متالورگ قدم‌جای | ۲–۴         | دینامو دوشنبه | ۲–۱۳     | ۰–۳        |
| الهلال         | استراحت     |               |          |            |
| نوبهار نمنگان  | استراحت     |               |          |            |
| نیسا عشق‌آباد   | استراحت     |               |          |            |
| پیروزی         | استراحت     |               |          |            |
| طراز           | استراحت     |               |          |            |

۱ النصر قهرمان امارات از مسابقات انصراف داد.

۲ الرفاع قهرمان بحرین از مسابقات انصراف داد.

۳ بازی اول همچنین گزارش داده شد ۱–۲.

### منطقه شرق
| تیم ۱             | نتیجه نهایی | تیم ۲                    | بازی رفت | بازی برگشت |
| ----------------- | ----------- | ------------------------ | -------- | ---------- |
| پوهانگ استیلرز    | ۱۳–۰        | محمدان                   | ۱۱–۰     | ۲–۰        |
| ویکتوری           | ۴–۳         | پلیس ماهندرا             | ۳–۲      | ۱–۱        |
| فاینانس اند ریونو | ۴–۰         | سندرز                    | ۱–۰      | ۳–۰        |
| چرچیل برادرز      | ۱–۲         | دونگ تاپ                 | ۰–۱      | ۱–۱        |
| پرسیبایا سورابایا | ۲–۶         | اولسان هیوندای هورانگ-آی | ۱–۲      | ۱–۴        |
| کاشیما آنتلرز     | ۸–۲         | گیلانگ یونایتد           | ۶–۱      | ۲–۱        |
| سلانگور           | ۰–۲         | چین جنوبی                | ۰–۰      | ۰–۲        |
| دالیان واندا      | ۴–۲         | بانک بانکوک              | ۴–۲      | ۰–۰        |

## مرحله میانی

### منطقه مرکزی
| تیم ۱         | نتیجه نهایی | تیم ۲         | بازی رفت | بازی برگشت |
| ------------- | ----------- | ------------- | -------- | ---------- |
| نوبهار نمنگان | ۴–۲         | دینامو دوشنبه | ۳–۰      | ۱–۲        |
| طراز          | ۲–۴         | نیسا عشق‌آباد  | ۲–۲      | ۰–۲        |

## مرحله دوم

### منطقه غرب
| تیم ۱         | نتیجه نهایی | تیم ۲        | بازی رفت | بازی برگشت |
| ------------- | ----------- | ------------ | -------- | ---------- |
| الانصار       | ۴–۰         | الوحده صنعا  | ۲–۰      | ۲–۰        |
| الزورا        | ۰–۲         | پیروزی       | ۰–۰      | ۰–۲        |
| الهلال        | ۳–۲         | الریان       | ۳–۲      | ۰–۰        |
| نوبهار نمنگان | ۸–۳         | نیسا عشق‌آباد | ۶–۱      | ۲–۲        |

### منطقه شرق
| تیم ۱                    | نتیجه نهایی | تیم ۲         | بازی رفت | بازی برگشت |
| ------------------------ | ----------- | ------------- | -------- | ---------- |
| پوهانگ استیلرز           | ۱۵–۰        | ویکتوری       | ۳–۰      | ۱۲–۰       |
| فاینانس اند ریونو        | ۴–۴ (گ)     | دونگ تاپ      | ۰–۱      | ۴–۳        |
| اولسان هیوندای هورانگ-آی | ۲–۶         | کاشیما آنتلرز | ۱–۵      | ۱–۱        |
| چین جنوبی                | ۱–۶         | دالیان واندا  | ۰–۴      | ۱–۲        |

## مرحله گروهی

### منطقه غرب
| تیم           | بازی | برد | مساوی | باخت | زده | خورده | تفاضل | امتیاز |
| ------------- | ---- | --- | ----- | ---- | --- | ----- | ----- | ------ |
| پیروزی        | ۳    | ۲   | ۱     | ۰    | ۳   | ۱     | ۲+    | ۷      |
| الهلال        | ۳    | ۲   | ۰     | ۱    | ۶   | ۳     | ۳+    | ۶      |
| نوبهار نمنگان | ۳    | ۰   | ۲     | ۱    | ۲   | ۴     | ۲-    | ۲      |
| الانصار       | ۳    | ۰   | ۱     | ۲    | ۱   | ۴     | ۳-    | ۱      |

| پیروزی            | ۱–۰ | الهلال |
| ----------------- | --- | ------ |
| مهدی مهدوی‌کیا ۷۸' |     |        |

| الانصار | ۰–۰ | نوبهار نمنگان |
| ------- | --- | ------------- |
|         |     |               |

| الهلال | ۳–۱ | نوبهار نمنگان |
| ------ | --- | ------------- |
|        |     |               |

| الانصار | ۰–۱ | پیروزی |
| ------- | --- | ------ |
|         |     |        |

| پیروزی | ۱–۱ | نوبهار نمنگان |
| ------ | --- | ------------- |
|        |     |               |

| الانصار | ۱–۳ | الهلال |
| ------- | --- | ------ |
|         |     |        |

### منطقه شرق
| تیم               | بازی | برد | مساوی | باخت | زده | خورده | تفاضل | امتیاز |
| ----------------- | ---- | --- | ----- | ---- | --- | ----- | ----- | ------ |
| پوهانگ استیلرز    | ۳    | ۲   | ۰     | ۱    | ۸   | ۴     | ۴+    | ۶      |
| دالیان واندا      | ۳    | ۲   | ۰     | ۱    | ۷   | ۴     | ۳+    | ۶      |
| کاشیما آنتلرز     | ۳    | ۲   | ۰     | ۱    | ۶   | ۳     | ۳+    | ۶      |
| فاینانس اند ریونو | ۳    | ۰   | ۰     | ۳    | ۲   | ۱۲    | ۱۰-   | ۰      |

| دالیان واندا                                       | ۴–۱ | فاینانس اند ریونو |
| -------------------------------------------------- | --- | ----------------- |
| وانگ تائو ۲۰' · هائو هایدونگ ۲۶' ۳۶' · لی مینگ ۴۶' |     | وین آونگ ۱'       |

| پوهانگ استیلرز                     | ۲–۱ | کاشیما آنتلرز |
| ---------------------------------- | --- | ------------- |
| پارک تائه-ها ۳۶' · لی دونگ-گوک ۵۶' |     | جورجینیو ۵۸'  |

| کاشیما آنتلرز                             | ۳–۰ | فاینانس اند ریونو |
| ----------------------------------------- | --- | ----------------- |
| تارو اونیکی ۵۲' · تاکایوکی سوزوکی ۸۸' ۸۹' |     |                   |

| دالیان واندا                | ۲–۱ | پوهانگ استیلرز     |
| --------------------------- | --- | ------------------ |
| وو چنگینگ ۷۴' · وی یمین ۷۹' |     | سرهی کونووالوف ۶۶' |

| پوهانگ استیلرز                                                                   | ۵–۱ | فاینانس اند ریونو |
| -------------------------------------------------------------------------------- | --- | ----------------- |
| بائک سئونگ-چول ۱۵' · لی دونگ-گوک ۵۶' · سرهی کونووالوف ۶۰' · پارک تائه-ها ۸۱' ۸۸' |     | آونگ ناینینگ ۵۵'  |

| دالیان واندا | ۱–۲ | کاشیما آنتلرز         |
| ------------ | --- | --------------------- |
| لی مینگ ۷۰'  |     | یاسونو ماناکا ۴۷' ۷۵' |

## مرحله حذفی

### نمودار
|  | نیمه نهایی        | نیمه نهایی         |                   |       | فینال | فینال |
|  |                   |                    |                   |       |       |       |
|  | ۳ آوریل – هنگ کنگ |                    |                   |       |       |       |
|  |                   |                    |                   |       |       |       |
|  | پیروزی            | ۰                  |                   |       |       |       |
|  | پیروزی            | ۰                  | ۵ آوریل – هنگ کنگ |       |       |       |
|  | دالیان واندا      | ۲                  |                   |       |       |       |
|  | دالیان واندا      | ۲                  | دالیان واندا      | ۰ (۵) |       |       |
|  | ۳ آوریل – هنگ کنگ |                    | دالیان واندا      | ۰ (۵) |       |       |
|  |                   | پوهانگ استیلرز (پ) | ۰ (۶)             |       |       |       |
|  | پوهانگ استیلرز    | پوهانگ استیلرز (پ) | ۰ (۶)             | ۱     |       |       |
|  | پوهانگ استیلرز    |                    |                   | ۱     |       |       |
|  | الهلال            | ۰                  |                   |       |       |       |
|  | الهلال            | ۰                  | رده بندی          |       |       |       |
|  |                   |                    |                   |       |       |       |
|  | ۵ آوریل – هنگ کنگ |                    |                   |       |       |       |
|  |                   |                    |                   |       |       |       |
|  | پیروزی            | ۱                  |                   |       |       |       |
|  | پیروزی            | ۱                  |                   |       |       |       |
|  | الهلال            | ۴                  |                   |       |       |       |

### نیمه نهایی
| پیروزی | ۰–۲ | دالیان واندا                     |
| ------ | --- | -------------------------------- |
|        |     | وانگ تائو ۳۲' · هائو هایدونگ ۶۳' |

| پوهانگ استیلرز | ۱–۰ | الهلال |
| -------------- | --- | ------ |
| پارک ته ها ۴۵' |     |        |

### رده‌بندی
| پیروزی | ۱–۴ | الهلال |
| ------ | --- | ------ |
|        |     |        |

### فینال
| دالیان واندا | ۰–۰ (و.ا.) | پوهانگ استیلرز |
| ------------ | ---------- | -------------- |
|              |            |                |
| ضربات پنالتی |            |                |
|              | ۵–۶        |                |

## قهرمان
| قهرمان جام باشگاه‌های آسیا ۹۸–۱۹۹۷ |
| --------------------------------- |
| پوهانگ استیلرز                    |
| دومین قهرمانی                     |